# Elecciones parlamentarias de Estonia de 2007
Las elecciones parlamentarias de Estonia tuvieron lugar el 4 de marzo de 2007, cuando se eligieron los 101 diputados del Riigikogu (Parlamento). Entre las funciones de esa cámara destaca la elección del primer ministro. Estas elecciones fueron las primeras del mundo en las que se pudo votar por internet a nivel nacional. El sistema recibió algunas quejas, como la de la OSCE, que consideraba que dificultaba la supervisión. Sin embargo, tanto expertos estonios como su Comisión Electoral declaran infalible el sistema. En cualquier caso, el votante podía ir el día de la votación y votar de nuevo con papeleta, anulándose su voto electrónico. El voto por internet se pudo realizar entre el 26 y el 28 de febrero.

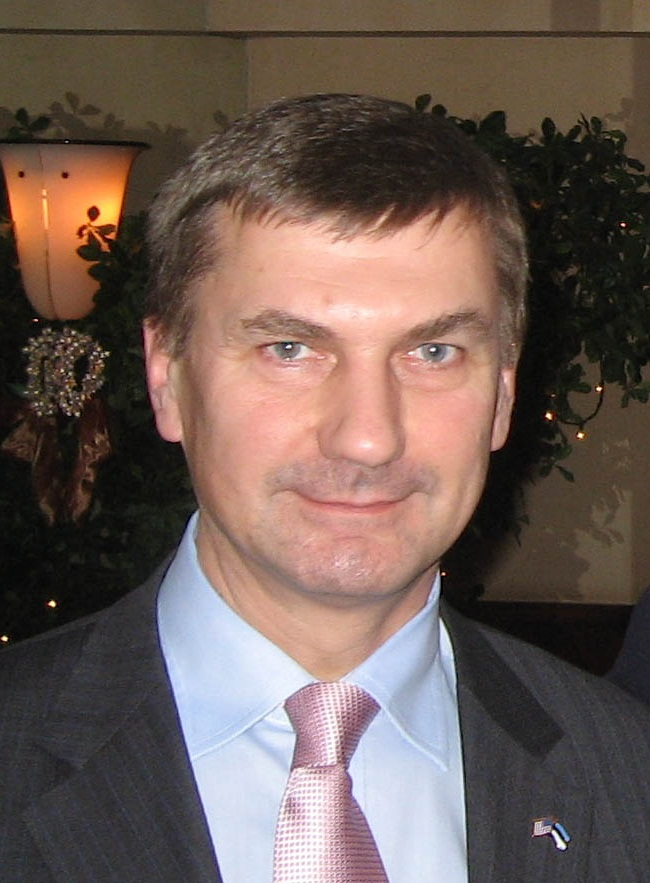
El partido del primer ministro Andrus Ansip ganó las elecciones con 31 escaños.

En las elecciones, el Partido Reformista Estonio surgió como la facción más grande del Riigikogu con 31 escaños. El Partido del Centro Estonio terminó segundo con 29 escaños, mientras que la nueva Unión Pro Patria y Res Publica perdió 16 escaños frente a los 35 que ganaron los dos partidos en las elecciones de 2003. Los Socialdemócratas ganaron 4 escaños, mientras que los Verdes entraron por primera vez en el Riigikogu con 6 escaños y la Unión Popular perdió siete de sus 13 escaños. Esta elección sería la última vez que los Verdes y la Unión Popular entrarían en el parlamento. El Riigikogu elegido tras estas elecciones se convirtió en el único en la historia contemporánea de Estonia en tener un único gobierno que durara toda una legislatura.
Después de las elecciones, el Partido del Centro, liderado por el alcalde de Tallin, Edgar Savisaar, fue cada vez más excluido de la colaboración debido a su colaboración abierta con el partido Rusia Unida de Putin, los escándalos inmobiliarios en Tallin, y la controversia del Soldado de Bronce, considerada un intento deliberado de dividir a la sociedad estonia provocando a la minoría rusa.

## Antecedentes

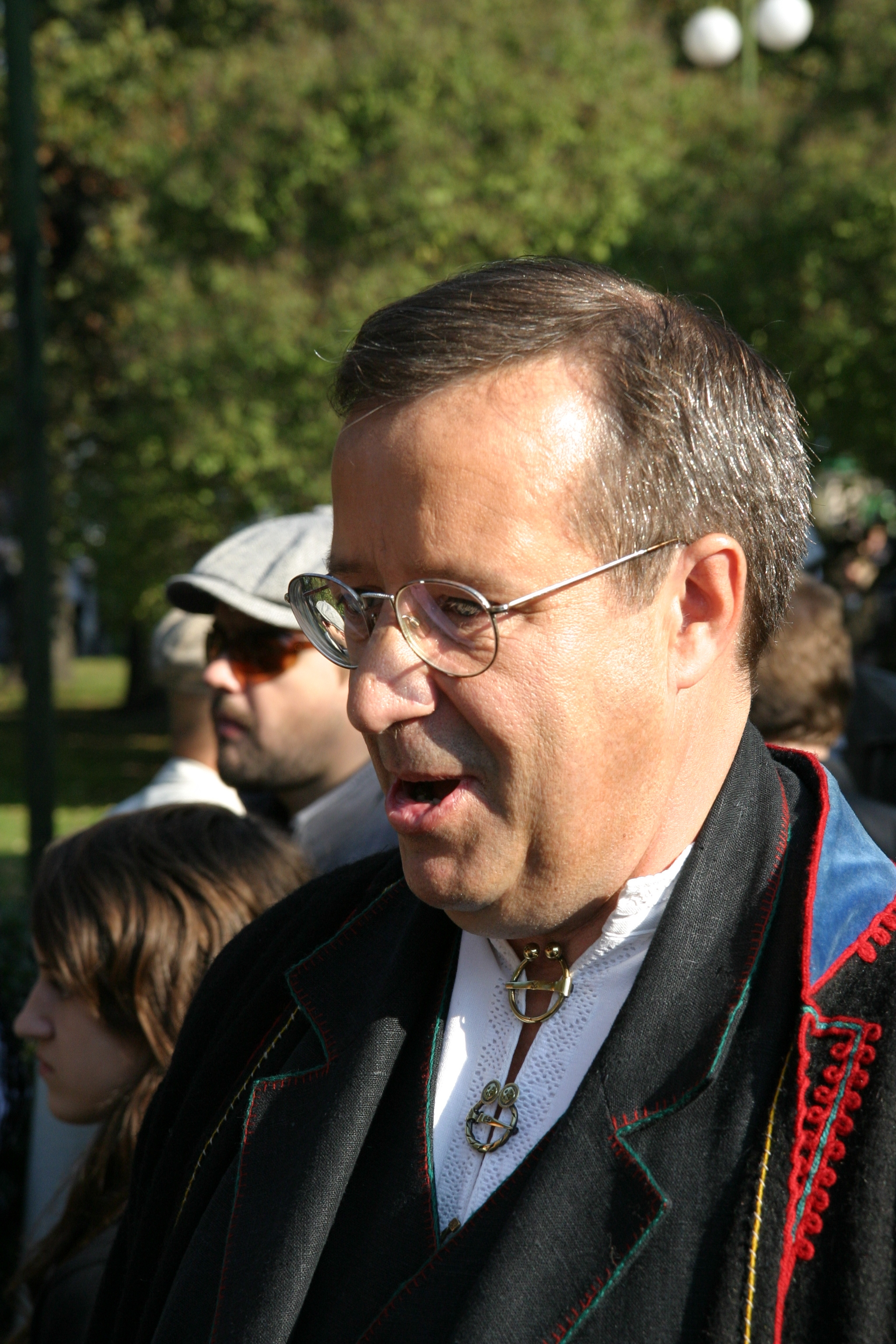
El presidente Toomas Hendrik Ilves es el principal baluarte del emergente Partido Socialdemócrata.

Estonia se independizó de la URSS en 1991; al año siguiente se aprobó una Constitución que establecía una democracia parlamentaria unicameral además de la figura del presidente, que sería elegido mediante sufragio universal en las primeras elecciones al igual que el Parlamento. Posteriormente, el presidente sería elegido directamente por el Parlamento, o una Junta de Electores si no había ganador en las dos primeras votaciones, por un mandato de cinco años. Asimismo, una ley de Ciudadanía establecía un derecho a voto restrictivo con la población rusa del país, marcando el inicio del conflicto entre la mayoría de la población de origen estonio y la minoría rusa. Un 42 % de la población, los rusos y otras minorías, no tenía derecho a voto.
Las primeras elecciones, tanto parlamentarias como presidenciales con la nueva Constitución, se celebraron en septiembre de 1992, con la victoria de los partidos de derecha. En las elecciones presidenciales ningún candidato obtuvo una mayoría clara; el Riigikogu debió elegir entre los dos que más votos obtuvieron. Al estar dominado por los conservadores, el Parlamento designó a Lennart Meri como presidente en vez de al excomunista Arnold Rüütel.
En la década siguiente, la política del país se caracterizaró por la inestabilidad de los gobiernos, con frecuentes dimisiones y cambios en las alianzas gubernamentales. En 1995 un partido de la minoría rusa entró en el Parlamento con seis escaños, mostrando así los avances conseguidos por la presión internacional para conseguir la representación de las minorías en las instituciones. Sin embargo, en 1999 se aprobó una ley que obligaba a los candidatos a conocer el idioma estonio, lo que motivó las quejas de la OSCE.
En 2002 se gestó una nueva crisis de gobierno al unirse el Partido Reformista y el Partido del Centro para dar la alcaldía de Tallin a Edgar Savisaar, líder de los centristas que hasta ese momento formaban parte del gobierno nacional de Mart Laar. Laar, líder del conservador Pro Patria, dimitió. El presidente Arnold Rüütel, elegido un año antes, propuso como nuevo primer ministro al reformista Siim Kallas.
Después de las elecciones de 2003, los partidos Centro y Res Publica casi empataron en el primer lugar, y ambos dijeron que deberían tener la oportunidad de intentar formar el próximo gobierno, al tiempo que descartan cualquier acuerdo entre ellos. El Presidente Rüütel tuvo que decidir a quién nombraría primer ministro y así tener la primera oportunidad de formar gobierno. El 2 de abril invitó al líder del partido Res Publica, Juhan Parts, a formar gobierno  y después de negociaciones, el 10 de abril se formó un gobierno de coalición compuesto por Res Publica, el Partido Reformista y la Unión Popular. También se ha hecho referencia al gobierno como la coalición Armonía.
El 20 de agosto de 2004, el jefe del municipio de Lihula, Tiit Madisson, erigió el monumento de Lihula en el territorio del municipio, que representaba a un soldado con uniforme de las SS. El gobierno nacional había ordenado la retirada del monumento y, en la tarde del 2 de septiembre, llegaron los servicios de rescate y la policía para retirarlo. El derribo fue asegurado por la policía con perros y porras de goma, pero los lugareños comenzaron a arrojar piedras a los servicios de rescate y a la policía. Luego, la policía los amenazó con gases lacrimógenos.
A principios de marzo, el Partido Reformista y la Unión Popular decidieron presentar una moción de censura contra el ministro de Justicia Ken-Marti Vaher de Res Publica como parte de la propuesta de Res Publica de comenzar a utilizar métricas para atrapar a los corruptos. El Riigikogu votó una moción de censura contra Vaher con 54 votos a favor. Después de la votación, el primer ministro Juhan Parts anunció que dimitiría. El 24 de marzo de 2005, Juhan Parts presentó su solicitud de dimisión al presidente Arnold Rüütel y el gobierno dimitió.
Luego, los reformistas y la Unión Popular entablaron negociaciones con el Partido del Centro para formar un nuevo gobierno. El nuevo gobierno asumió el poder el 13 de abril de 2005 y lo dejó después de que se formara una nueva coalición tras las elecciones de 2007. El gobierno también ha sido llamado coalición del ajo debido al acuerdo alcanzado en el restaurante correspondiente del casco antiguo de Tallin.
El 15 de noviembre de 2006, Res Publica y la Unión Pro Patria se fusionaron oficialmente en la Unión Pro Patria y Res Publica (Erakond Isamaa ja Res Publica Liit - IRL).

## Sistema electoral
El Riigikogu, formado por 101 diputados, es elegido cada cuatro años por sufragio universal libre, secreto y directo. Pueden votar todos aquellos con más de 18 años, aunque para presentarse como candidato es necesario tener al menos 21 años.  A la hora de las elecciones, el país se divide en doce circunscripciones con distinto número de diputados. Los votantes con nacionalidad estonia que residen permanentemente en el extranjero pueden votar en aquel distrito en el que vivieran ellos, sus padres o sus abuelos antes de abandonar el país. Para entrar en el Parlamento, los partidos necesitan superar la barrera electoral del 5 % de los sufragios.

### Voto electrónico
Estonia fue el primer país del mundo en establecer en su ley electoral la posibilidad vinculante de celebrar elecciones parlamentarias con voto a través de Internet. Se hizo un proyecto piloto para las elecciones municipales de 2005 y el sistema de votación electrónica resistió la prueba, por lo que fue declarado un éxito por las autoridades electorales de Estonia. Estas elecciones también utilizaron el voto por Internet, otra primicia mundial.

### Escaños por distrito electoral
| Distrito electoral | Distrito electoral                                          | Escaños |
| ------------------ | ----------------------------------------------------------- | ------- |
| 1                  | Distritos de Haabersti, Põhja-Tallinn y Kristiine en Tallin | 8       |
| 2                  | Distritos de Kesklinn, Lasnamäe y Pirita en Tallin          | 11      |
| 3                  | Distritos de Mustamäe y Nõmme en Tallin                     | 8       |
| 4                  | Condados de Harju (excluyendo Tallin) y Rapla               | 13      |
| 5                  | Condados de Hiiu, Lääne y Saare                             | 7       |
| 6                  | Condado de Lääne-Viru                                       | 6       |
| 7                  | Condado de Ida-Viru                                         | 8       |
| 8                  | Condados de Järva y Viljandi                                | 8       |
| 9                  | Condados de Jõgeva y Tartu (excluyendo Tartu)               | 7       |
| 10                 | Ciudad de Tartu                                             | 8       |
| 11                 | Condados de Võru, Valga y Põlva                             | 9       |
| 12                 | Condado de Pärnu                                            | 8       |

## Partidos participantes

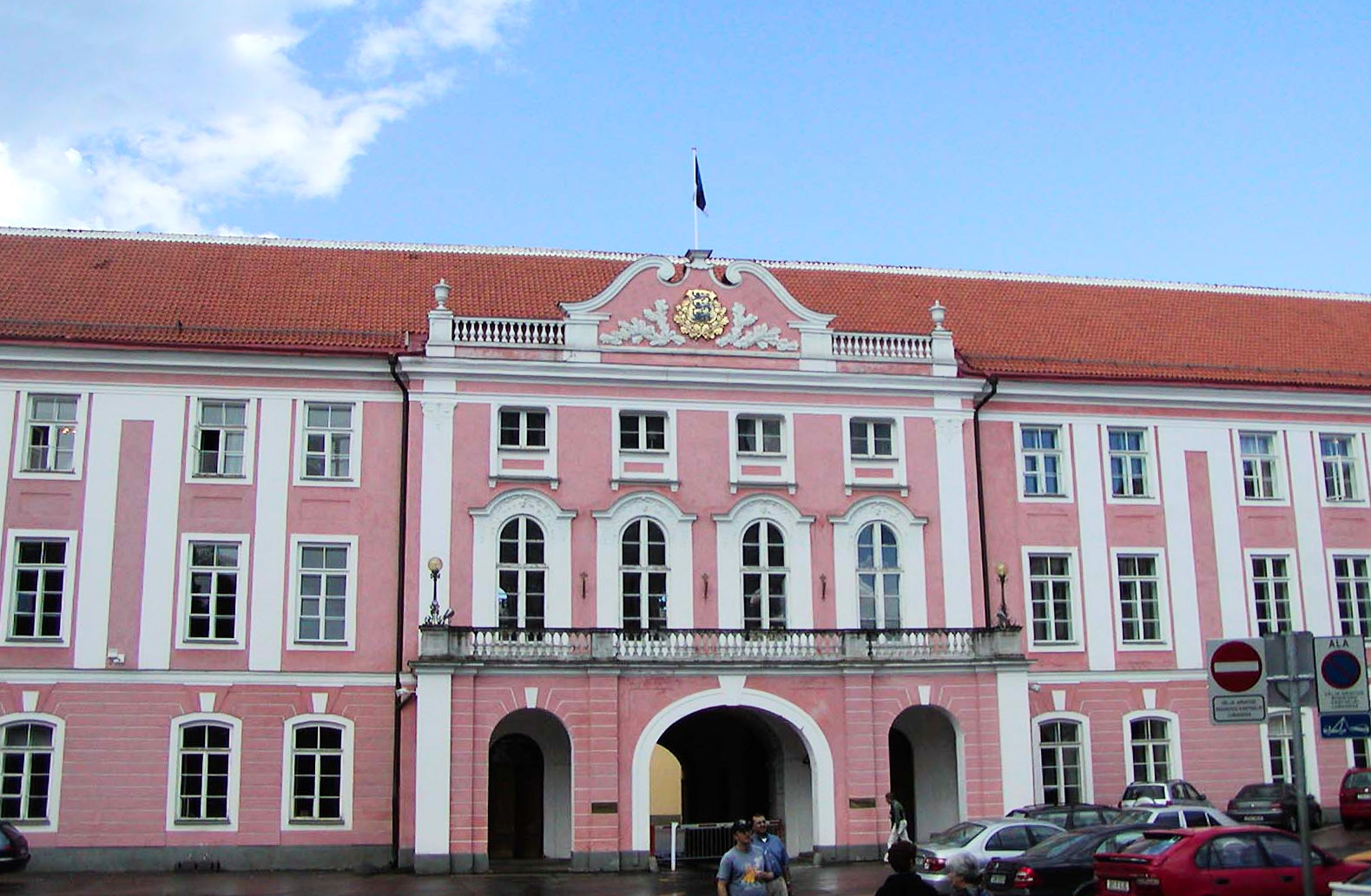
El Riigikogu, formado por 101 diputados, en el Parlamento unicameral de Estonia.

El Comité Electoral Nacional de Estonia anunció que 11 partidos políticos y siete candidatos individuales se habían registrado para participar en las elecciones parlamentarias de 2007. Sus números de registro y orden se determinaron mediante sorteo, a diferencia del orden de registro como se hacía anteriormente.
| #  | Partido | Partido                        | Ideología                                     | Posición Política        | Líder                         | Candidatos | Resultados de 2003 | Resultados de 2003 |
| #  | Partido | Partido                        | Ideología                                     | Posición Política        | Líder                         | Candidatos | Votos (%)          | Escaños            |
| -- | ------- | ------------------------------ | --------------------------------------------- | ------------------------ | ----------------------------- | ---------- | ------------------ | ------------------ |
| 1  |         | Demócratas Cristianos          | Democracia cristiana                          | Centroderecha            | Peeter Võsu                   | 108        | 1,1%               | 0/101              |
| 2  |         | Partido del Centro             | Populismo                                     | Centroizquierda          | Edgar Savisaar                | 125        | 25,4%              | 28/101             |
| 3  |         | Partido Reformista             | Liberalismo clásico                           | Centroderecha            | Andrus Ansip                  | 125        | 17,7%              | 19/101             |
| 4  |         | Partido de la Independencia    | Nacionalismo estonio                          | Extrema derecha          | Vello Leito                   | 10         | 0,6%               | 0/101              |
| 5  |         | Partido de la Izquierda        | Socialismo democrático                        | Izquierda                | Sirje Kingsepp                | 12         | 0,4%               | 0/101              |
| 6  |         | Unión Pro Patria y Res Publica | Conservadurismo liberal                       | Centroderecha            | Tõnis Lukas y Taavi Veskimägi | 125        | 31,9%              | 35/101             |
| 7  |         | Partido Ruso                   | Política de las minorías rusas                | Sincretico               | Stanislav Tšerepanov          | 35         | 0,2%               | 0/101              |
| 8  |         | Partido de la Constitución     | Política de los intereses nacionales de Rusia | Centroizquierda          | Sergei Jürgens                | 53         | 2,3%               | 0/101              |
| 9  |         | Unión Popular                  | Agrarianismo                                  | Centro a Centroizquierda | Ester Tuiksoo                 | 125        | 13,0%              | 13/101             |
| 10 |         | Partido Socialdemócrata        | Socialdemocracia                              | Centroizquierda          | Ivari Padar                   | 125        | 7,0%               | 6/101              |
| 11 |         | Verdes                         | Política verde                                | Centroizquierda          | Aleksei Lotman                | 125        | No existió         | No existió         |
| —  |         | Candidatos individuales        | —                                             | —                        | —                             | 7          | No existió         | No existió         |

### Partidos con representación parlamentaria
El primer ministro Andrus Ansip lideró el Partido Reformista, partido de carácter liberal, que quedó en tercer lugar en 2003. El otro partido del gobierno, el Partido del Centro, fue liderado por Edgar Savisaar, que fue primer ministro de 1991 a 1992 y ocupó la alcaldía de Tallin entre 2001 y 2004. La Unión Popular de Estonia, la segunda formación más votada en 2003, quedó fuera del gobierno aunque en 2006 firmó un acuerdo de cooperación con el Partido del Centro. Su líder fue Villu Reiljan.
Por otro lado, los principales partidos conservadores se unificaron, formando la Unión Pro Patria y Res Publica. Esta unión se debió a los sondeos a la baja de ambas formaciones, aunque tras la unión tampoco han mejorado sus previsiones. Con la unificación se cierra la división de los conservadores, iniciada en 2001 con la escisión y nacimiento de Res Pública. Su candidato fue el ex primer ministro Mart Laar. Por último, el Partido Socialdemócrata, antes denominado Partido Moderado, es un partido minoritario aunque vio crecer sus intenciones de voto tras la elección como presidente de uno de sus afiliados, Toomas Hendrik Ilves.

### Otros partidos
En cuanto a los seis partidos restantes, destacaron Los Verdes, creado en 2006, que estaban liderados por Marek Strandberg. Al contrario que otros partidos verdes europeos, ideológicamente se sitúa en el centro-derecha aunque es contrario a la energía nuclear. Por otra parte, dos partidos se disputaron el voto de la minoría rusófono, el Partido Constitucional, de centro-izquierda y el Partido Ruso. Otros partidos minoritarios que se presentaron son el Partido de la Izquierda, el Partido Independiente y los Demócratas Cristianos.

## Campaña

### Partido Reformista
Durante la campaña, los reformistas hicieron campaña para reducir los impuestos y trataron de presentarse como la principal alternativa al Centro, al que pintaron bajo una luz rusófila, afirmando que el partido "representa principalmente a los rusos". La campaña del partido también incluía la promesa de situar a Estonia "entre los cinco países más ricos de Europa" en un plazo de 15 años. Desde entonces, muchos han ridiculizado la afirmación como una promesa que no se materializó. En 2022, 15 años después de la campaña electoral, el entonces líder reformista Andrus Ansip comentó que la promesa había sido simplemente un eslogan y un llamamiento, y le dijo a un periodista que "incluso tú puedes entender que es imposible".

### Partido del Centro
El Centro hizo campaña a favor de aumentos salariales, el regreso de tropas desde Irak, la construcción de apartamentos municipales y un servicio de radiodifusión pública en ruso. Además, el partido prometió educación superior gratuita. Tanto los reformistas como el Centro publicaron anuncios contrastantes con tablas de sí y no que enumeraban políticas que, según afirmaban, un partido apoyaba y el otro no.

### Unión Pro Patria y Res Publica
IRL hizo campaña con promesas como proporcionar una computadora a cada estudiante de noveno grado, aumentar el gasto social y los salarios, así como la construcción de la Columna de la Victoria de la Guerra de la Independencia. Además, el partido recién unido lanzó una campaña publicitaria en la que varios líderes europeos conservadores respaldaron al partido y a uno de sus líderes, el ex primer ministro Mart Laar. entre ellos el ministro de Asuntos Exteriores sueco Carl Bildt, el presidente georgiano Mikheil Saakashvili y el primer ministro británico David Cameron.

## Resultados
| ERE                         | EKE                                       | IM/RP                       | SDE                         | EMRL                                      |
| --------------------------- | ----------------------------------------- | --------------------------- | --------------------------- | ----------------------------------------- |
| 20–29% 30–39% 40–49% 50–59% | 20–29% 30–39% 40–49% 50–59% 60–69% 70–79% | 20–29% 30–39% 40–49% 50–59% | 20–29% 30–39% 40–49% 50–59% | 20–29% 30–39% 40–49% 50–59% 60–69% 80–89% |

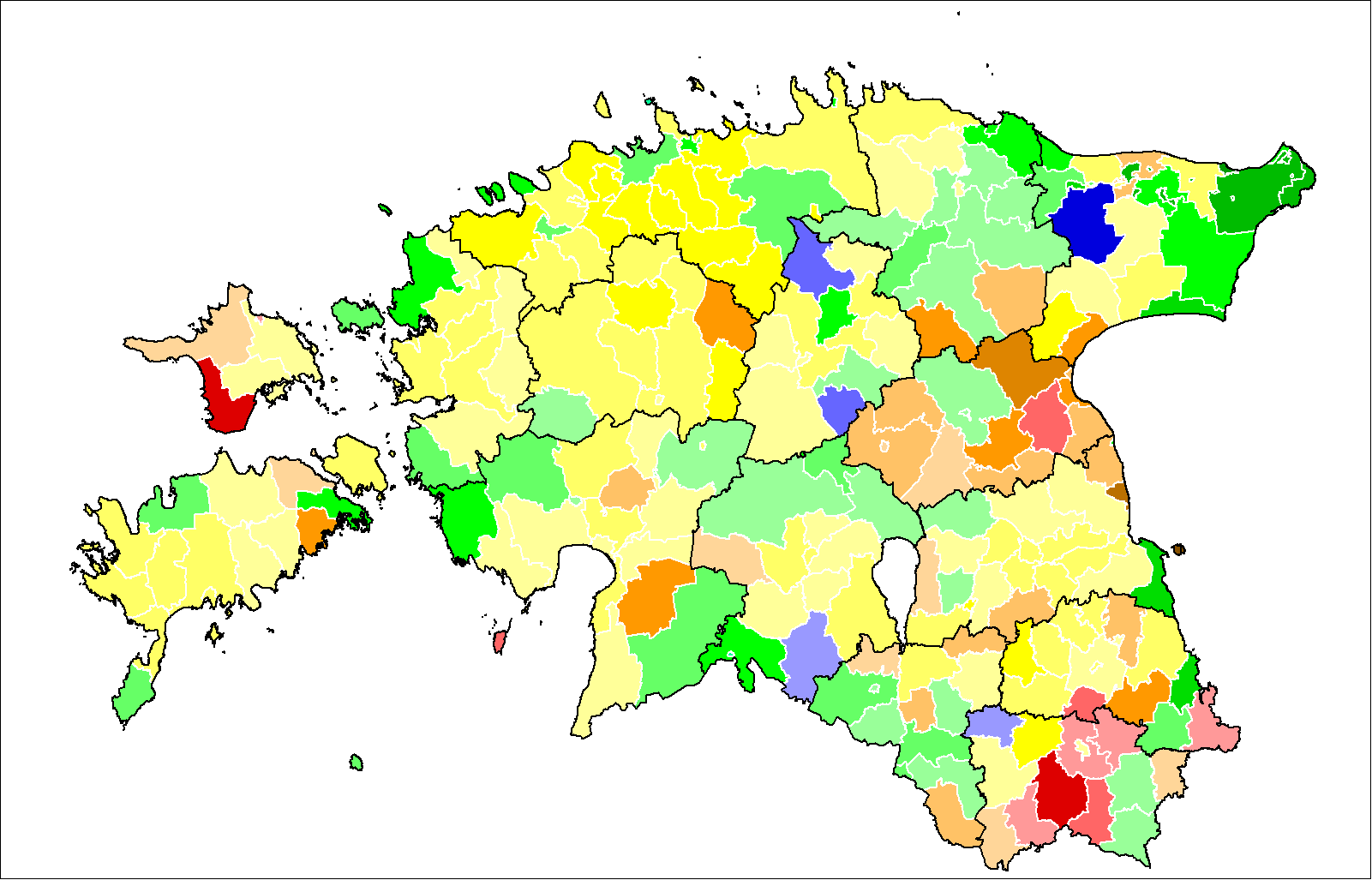
Partido que lidera por municipio:

Las encuestas realizadas antes de las elecciones en diciembre y enero otorgaban una ligera ventaja al Partido del Centro sobre el Reformista de entre uno y dos puntos. Las encuestas pronosticaban también un hundimiento absoluto de los conservadores que quedaría por detrás de la Unión Popular y quedaba en duda si los socialdemócratas entrarían o no en el Parlamento. Sin embargo, lo más destacable de las encuestas era el alto número de indecisos, más de un 40 % de los encuestados en diciembre y un 33 % en enero.
Tenían derecho a voto 901 988 personas, situándose la participación total en un 61 % de los votantes. Los resultados definitivos otorgaron 31 escaños al Partido Reformista, 29 al Partido del Centro, 19 a la Unión Pro Patria y Res Publica, 10 al Partido Socialdemócrata, 6 a los Verdes y otros tantos escaños a la Unión Popular. En comparación con los resultados de 2003, el Partido Reformista fue el más beneficiado con las elecciones, pasando de ser el tercer partido al primer lugar con doce escaños más. El segundo partido que más creció, sin contar a los Verdes que no participaron en las anteriores elecciones, fue el Partido Socialdemócrata que pasó de seis a diez escaños. De forma más moderada, el Partido del Centro también mejoró sus resultados, consiguiendo un escaño más. Por el contrario, la Unión Pro Patria y Res Publica y la Unión Popular fueron las grandes derrotadas, al perder 16 y 7 escaños respectivamente.
Cinco partidos no obtuvieron representación parlamentaria al no superar la cláusula de barrera del 5 % de los votos. Ninguno de estos partidos llegó a superar los diez mil votos. En primer lugar quedaron los Demócrata Cristianos (1,7 %) seguidos del Partido Constitucional (1 %), Partido Independiente (0,2 %), Partido Ruso (0,2 %) y el Partido de Izquierda (0,1 %). De estos partidos el único que subió en porcentaje de voto fueron los Demócratas Cristianos (en cinco décimas), mientras que el Partido Ruso se mantuvo. El resto perdieron votos, destacando la bajada del Partido Constitucional de más de un punto porcentual. Por último, los seis independientes presentados obtuvieron 563 votos, un 0,1 % del total.
|                                    |                                               |         |       |         |       |
| Partido                            | Partido                                       | Votos   | %     | Escaños | +/–   |
|                                    | Partido Reformista Estonio                    | 153.044 | 27,82 | 31      | +12   |
|                                    | Partido del Centro Estonio                    | 143.518 | 26,08 | 29      | +1    |
|                                    | Unión Pro Patria y Res Publica                | 98.347  | 17,87 | 19      | –16   |
|                                    | Partido Socialdemócrata                       | 58.363  | 10,61 | 10      | +4    |
|                                    | Verdes Estonios                               | 39.279  | 7,14  | 6       | Nuevo |
|                                    | Unión Popular de Estonia                      | 39.215  | 7,13  | 6       | –7    |
|                                    | Partido de los Demócratas Cristianos Estonios | 9.456   | 1,72  | 0       | 0     |
|                                    | Partido de la Constitución                    | 5.464   | 0,99  | 0       | 0     |
|                                    | Partido de la Independencia Estonia           | 1.273   | 0,23  | 0       | 0     |
|                                    | Partido Ruso en Estonia                       | 1.084   | 0,20  | 0       | 0     |
|                                    | Partido de la Izquierda Estonia               | 607     | 0,11  | 0       | 0     |
|                                    | Independientes                                | 563     | 0,10  | 0       | 0     |
|                                    |                                               |         |       |         |       |
| Votos válidos                      | Votos válidos                                 | 550.213 | 99,05 | –       | –     |
| Votos nulos/en blanco              | Votos nulos/en blanco                         | 5.250   | 0,95  | –       | –     |
| Total                              | Total                                         | 555.463 | 100   | 101     | 0     |
| Votantes registrados/participación | Votantes registrados/participación            | 897.243 | 61,91 | –       | –     |
| Fuente: Nohlen & Stöver, IPU       |                                               |         |       |         |       |

## Reacciones y formación de gobierno

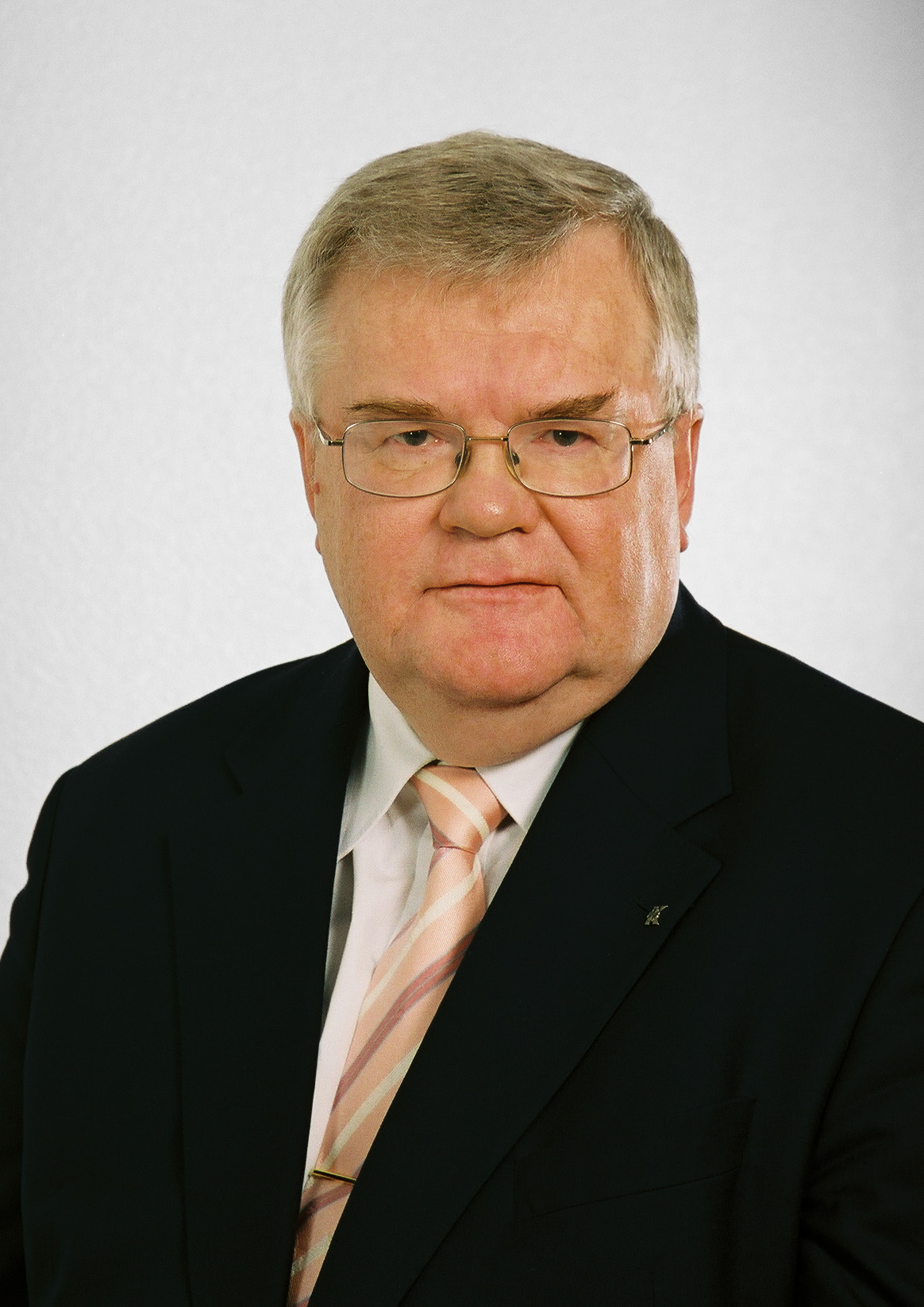
Edgar Savisaar se convirtió en el principal líder opositor tras las elecciones.

Al conocerse los resultados, el primer ministro Andrus Ansip declaró el día después de las elecciones que el «fuerte apoyo dado a los dos grandes partidos muestra que la gente está contenta con la labor del gobierno». Sin embargo, también atacó al Partido de Centro, declarando que la gente estaba asustada con sus propuestas sobre impuestos.
Pese al buen resultado de la coalición gobernante, ambos partidos habían mostrado sus diferencias antes de las elecciones, dejando abiertas cualquier posibilidad de gobierno. Ansip declaró que formaría un gobierno de coalición con aquellos partidos que le permitieran cumplir su programa electoral, añadiendo posteriormente que estaba dispuesto a concluir su alianza con los centristas para unirse en coalición de gobierno con los conservadores.
Finalmente, Ansip formaría un nuevo gobierno el 5 de abril junto al conservador Unión Pro Patria y Res Pública y el Partido Socialdemócrata. El nuevo gobierno tendría 60 escaños de los 101 totales. El gabinete de Ansip contaría con 13 ministros excluyéndole a él mismo. Esos trece ministerios se repartirían a partes iguales entre reformistas y conservadores, cinco para cada uno, quedando tres para los socialdemócratas. Destacando los más importantes, Defensa, Educación y Asuntos Económicos quedaron en manos de la Unión Pro Patria y Res Pública, mientras que los Asuntos Sociales, Exteriores y Justicia fueron del Partido Reformista. Por su parte, el líder socialdemócrata Ivari Padar ocupó la cartera de Finanzas.